# Брум, Джон
Джон Брум (англ.  John Broome, 4 мая 1913 — 14 марта 1999), также известный под псевдонимами Джон Озгуд (англ.  John Osgood) и Эдгар Рэй Меритт (англ.  Edgar Ray Meritt) — американский сценарист комиксов издательства DC Comics.

## Биография

### Ранняя жизнь и карьера
В юности Джон Брум любил читать научную фантастику и начал писать для дешёвых научно-фантастических журналов в 1940-х годах. К тому времени он уже успел поработать с несколькими первыми американскими комикс-изданиями, начав с двустраничной юмористической колонки «Pals and Pastimes» (рус. «Мои приятели и былое»), иллюстрированной Рэем Джиллом для выпуска Funny Pages #7 (декабрь 1936) издательства Centaur Publications. К 1942 году он стал заниматься написанием текстовых филлеров для издательства Fawcett Comics, по крайней мере один из них написан под псевдонимом Рон Брум (англ.  Ron Broom). Когда его литературный агент, Юлиус Шварц, стал редактором издательства, в 1930—1940-х гг. превратившегося в DC Comics, Брум был нанят для написания историй о супергероях Флэше, Зелёном Фонаре, Волшебнике Саргоне (англ.  Sargon the Sorcerer) и других. Первым известным сценарием Джона для DC Comics стал 13-страничный сюжет «The City of Shifting Sand» (рус. «Город, где песок уходит из-под ног»), опубликованный в выпуске All-Flash #22 (май 1946). Он писал тексты под псевдонимом Джон Осгуд.
В 1940-х гг. Брум писал истории о Зелёном Фонаре и команде супергероев, известной как Общество Справедливости Америки и внёс свою лепту в истории с участием Атома, Человека-ястреба, доктора Мид-Найта и некоторые серии комиксов, включая Sensation Comics, Comic Cavalcade, All-Star Comics, All-American Comics, и Flash Comics. Брум и художник Ирвин Хэйзен (англ.  Irwin Hasen) в выпуске All-Star Comics #35 (июль 1947) представили публике суперзлодея Пера Дэгэтона (англ.  Per Degaton), ставшего врагом ОСА. Последняя написанная им история о Зелёном Фонаре Золотого века вышла в финальном выпуске серии комиксов Green Lantern, Green Lantern #38 (май 1949), а последний сюжет об ОСА был опубликован в выпуске All-Star Comics #57 (март 1951), после чего серию переименовали в All-Star Western.

### 1950-е и Серебряный век комиксов
В начале 1950-х Джон Брум писал научно-фантастические рассказы для DC, как независимые рассказы (включая «The Mind Robbers» (рус. «Расхитители разумов») под псевдонимом Роберт Старк (англ. Robert Stark)), так и серии произведений, в частности «Астра» (англ. Astra) для издательства Sensation Comics, одна из этих историй положила начало сотрудничества Джона с его частым соавтором, художником Джиллом Кэйном); и Капитан Комета (англ. Captain Comet), созданным совместно с рисовальщиком Кармином Инфантино для выпуска Strange Adventures #9 (июнь 1951). Для этого выпуска он использовал псевдоним Эдгар Рэй Меритт, предложенный Джону другом и редактором Юлиусом Шварцем с аллюзией на известных писателей-фантастов Эдгара По, Рэя Брэдбери и Абрахама Меррита. Вне жанра научной фантастики Брум создал множество сюжетов для антологии детективных комиксов Big Town, основанной на радио- и телепередачах.
За это время Брум придумал множество персонажей и учреждений, включая шимпанзе-ищейку Детектива Шимпа (англ. Detective Chimp), автор образа — Кармин Инфантино, из выпуска The Adventures of Rex the Wonder Dog #4 (август 1952); Призрачного Странника (англ. the Phantom Strange), образ которого также создан Инфантино, из выпуска Phantom Stranger #1 (сентябрь 1952); и постапокалиптических героев, Атомных Рыцарей, вместе с художником Мёрфи Андерсеном, из выпуска Strange Adventures #117 (июнь 1960).
На заре Серебряного века комиксов Брум участвовал в создании нескольких ключевых персонажей, что помогло возродить увядающий образ супергероя. После перезапуска личности Флэша (Барри Аллен) редактором Юлиусом Шварцем, сценаристом Робертом Канигером и художником Кармайном Инфантино, в выпуске Showcase #4 (октябрь 1956) — комиксе, который дал толчок всему Серебряному веку — Брум создал истории о Флэше, начавшиеся в этом выпуске. Ему принадлежит авторство множества сюжетов о Флэше из его собственной серии комиксов. Также он был соавтором-создателем нескольких персонажей-антагонистов, включая Капитана Бумеранга для выпуска #117 (декабрь 1960), злодея из LXIV века Абру Кадабру для выпуска #128 (май 1962) и Профессора Зума для выпуска #139 (сентябрь 1963). Кид-Флэш, он же Уолли Уэст, и Удлиняющийся Человек появились как союзники Флэша в выпусках #110 и #112 соответственно.
Брум совместно с художником Гилом Кейном и редактором-автором идеи Юлиусом Шварцем создал Хэла Джордана, Зелёного Фонаря Серебряного века, представив его в выпуске Showcase #22 (октябрь 1959). Он также стал основным автором сценария для собственной серии комиксов супергероя. Сюжеты Брума для серии о Зелёном Фонаре включали перерождение любовного интереса Хэла, Кэрол Фэррис, в Звёздный Сапфир в выпуске #16. Лидер Корпуса Чёрных Фонарей, Чёрная Рука, персонаж, сыгравший заметную роль в сюжетной линии 2010—2011 годов «Темнейшая ночь», дебютировал на страницах выпуска #29 (июнь 1964) авторства Джона Брума и Гила Кейна. Их творческая группа представила нового Зелёного Фонаря, Гая Гарднера, в сюжете Earth’s Other Green Lantern! (рус. «Другой Зелёный Фонарь с Земли!»), опубликованном в выпуске #59 (март 1968). Сценарист-редактор Дэннис Мэллони описал работу Брума над серией комиксов о Зелёном Фонаре, как «единственный случай, когда эксцентричная комедийность по-настоящему получилась», и назвал Брума «гением. Он писал о Хэле Джордане, а не о Зелёном Фонаре. Постоянное огорчение Хэла из-за идиотской „независимости“ Кэрол стало причиной того, что я получил удовольствие, читая о Зелёном Фонаре Серебряного века». В 2011 году историк-исследователь жанра комиксов Брайан Кронин в своей статье указал на аналогичные темы в работе Брума.
В 1964 году Шварца сделали ответственным за возрождение почти закрытой сюжетной линии о Бэтмене, и он вместе с Брумом и Инфантино избавился от некоторых, по их мнению, глупых, проявлений старого сюжета, вроде собаки Бэтмена Эйса или Бэт-майта, и дали персонажу «новое видение», впервые показанное в выпуске Detective Comics #327 (май 1964).

### Дальнейшая жизнь
В конце 1960-х Брум и его жена, Пегги, переехали в Париж, где он продолжил писать сценарии для DC Comics. Его последняя история о Бэтмене — Public Luna-Tic Number One! (рус.  «Народный Луна-Тик номер Один») — вышла в выпуске Detective Comics #388 (июнь 1969). Последней историей о Флэше стал сюжет The Bride Cast Two Shadows (рус.  «Невеста отбрасывает две тени»), вышедший в выпуске The Flash #194 (февраль 1970), а о Зелёном Фонаре — сюжет The Golden Obelisk of Qward (рус.  «Золотой обелиск из Кварда»), вышедший в выпуске Green Lantern #75 (март 1970).
После Брум бросил написание сценариев для комиксов, чтобы уехать в Японию, и преподавать там английский язык. В США он вернулся в 1998 году, посетив свой первый комик-кон, San Diego Comic-Con International.
Брум умер в 1999 году, в возрасте 85 лет, плавая в бассейне отеля в Чиангмае, где он отдыхал вместе с женой. Последними записями о нём были отметка в Посольстве США в Японии о переезде в Токио и свидетельство о смерти, выписанное в штате Нью-Йорк.

## Признание
В 1964 году Джон Брум совместно с художником Кармайном Инфантино получает премию «Алли» в номинации «Лучший рассказ»: Doorway to the Unknown! (рус.  «Через дверь к неизвестности!»), вышедший в выпуск The Flash #148 (ноябрь 1964). В 1998 году он получил премию Inkpot Award (рус.  «Золотая чернильница»), а в 2009 году посмертно удостоен премии Билла Фингера за превосходное написание комиксов.

## Дань уважения
Дань уважения Джону Бруму и художнику Джилу Кейну отдана в романе «Темнейшая ночь», события которого происходят во вселенной мультсериала «Лига Справедливости». В сюжете романа встречается место действия, имеющее название Kane/Broome Institute for Space Studies (рус.  «Институт космических исследований имени Кейна-Брума»). В вышедшем сразу на DVD полнометражном анимационном фильме «Зелёный Фонарь: Изумрудные рыцари» имеется целая галактика, названная в честь Джона Брума и Джила Кейна. В фильме 2011 года «Зелёный Фонарь» можно увидеть бар, названный в честь Джона Брума — «Бар Брума». В эпизоде «Steam Lantern» мультсериала «Зелёный Фонарь» настоящее имя супергероя Парового Фонаря — Джил Брум, эсквайр, что опять же является данью уважения Джилу Кейну и Джону Бруму.

### Comics Magazine Company
- Funny Pages #7, 11 (1936—1937)

### DC Comics
- Action Comics #132-133 (о Виджилантэ) (1949)
- Adventure Comics #175 (о Супербое); #418 (о Докторе Мид-найте) (1952—1972)
- Adventures of Rex the Wonder Dog #4-46 (1952—1959)
- All-American Comics #77-78, 81, 83-88, 97, 99-102 (о Зелёном Фонаре Алане Скотте) (1946—1948)
- All-American Western #112-113, 115, 121, 123—126 (1950—1952)
- All-Flash #22, 30, 32 (1946—1947)
- All Star Comics #35, 39-57 (об Обществе Справедливости Америки) (1947—1951)
- All-Star Western #66, 68, 70-72, 74-75, 80, 82-90. 92-98, 100—107, 109—115 (1952—1960)
- Batman #172-173, 177—178, 186, 188, 191 (1965—1967)
- Big Town #4-5, 11, 13-50 (1951—1958)
- The Brave and the Bold #46-47, 49 (о Стрэндж Спортс) (1963)
- Comic Cavalcade #20-22, 24, 27 (о Зелёном Фонаре) (1947—1948)
- Detective Comics #327, 329, 332, 340—344, 346, 352, 355, 357—359, 365—366, 372, 388 (1964—1969)
- The Flash #105-122, 124—128, 130—136, 138—142, 146—149, 152—159, 161, 163—166, 168, 172—174, 176, 182, 188—1191, 193—194 (1959—1970)
- Flash Comics #89, 91-93, 95-96, 98-104 (1947—1949)
- Green Lantern #25, 27-28, 30-38 (1947—1949)
- Green Lantern vol. 2 #1-16, 18-22, 24, 27, 29-31, 36, 39-40, 44-47, 49-56, 59, 66, 69-71, 75 (1960—1970)
- Hopalong Cassidy #91, 93, 99-104, 106, 108—111, 114—135 (1954—1959)
- Jimmy Wakely #4, 6 (1950)
- Mystery in Space #1, 5-8, 10-11, 13-17, 25-27, 29, 31, 33-34, 39-40, 42, 49, 53, 55-56, 59-61, 76 (1951—1962)
- New Adventures of Charlie Chan #1-6 (1958—1959)
- Phantom Stranger #1-6 (1952—1953)
- Sensation Comics #57, 70-72, 74, 82 (о Волшебнике Саргоне) (1946—1948)
- Showcase #4, 8, 13-14 (О Флэше Барри Аллене); #22-24 (о Зелёном Фонаре Хэле Джодане) (1956—1960)
- Strange Adventures #8-44, 46, 49, 51-60, 62, 66-70, 72-74, 76-78, 81, 84-86, 91, 97-98, 100, 103, 107—108, 110—112, 114—120, 122—123, 125—126, 128—129, 131—132, 134—135, 137—141, 143—144, 146—147, 149—150, 152—153, 155—156, 158, 160 (1951—1964)
- Superboy #27 (1953)
- World’s Finest Comics #121 (о Зелёной Стреле) (1961)

#### Коллекционные издания
- All Star Comics Archives (рус.  «Архивы All Star Comics»):
  - Volume 8 включает All Star Comics #35, 208 страниц, август 2002, ISBN 1-5638-9812-8
  - Volume 9 является сборником выпусков All Star Comics #39-43, 192 страниц, August 2003, ISBN 1-4012-0001-X
  - Volume 10 вмещает выпуски All Star Comics #44-49, 216 страниц, август 2004, ISBN 1-4012-0159-8
  - Volume 11 является сборником выпусков All Star Comics #50-57, 276 страниц, март 2005, ISBN 1-4012-0403-1
- The Atomic Knights (рус.  «Атомные Рыцари») является сборником историй об Атомных Рыцарях из выпусков Strange Adventures #117, 120, 123, 126, 129, 132, 135, 138, 141, 144, 147, 150, 153, 156 и 160, 192 страниц, май 2010 ISBN 978-1401227487
- Batman: The Dynamic Duo Archives (рус.  «Бэтмен: Архивы динамического дуэта»):
  - Vol. 1 включает выпуски Detective Comics #327, 329 и 332, 240 страниц, март 2003, ISBN 978-1-56389-932-4
- Captain Comet Archives (рус.  «Архивы Капитана Кометы») является сборником историй о Капитане Комете, вышедших в выпусках Strange Adventures #9-44, 46 и 49, 400 страниц, август 2013, ISBN 978-1401241087
- The Flash Archives (рус.  «Архивы Флэша»):
  - Volume 1 является сборником выпусков Showcase #4, #8, #13-14 и The Flash #105-108, 224 страницы, май 1998, ISBN 978-1563891397
  - Volume 2 является сборником выпусков The Flash #109-116, 240 страниц, апрель 2000, ISBN 978-1563896064
  - Volume 3 включает выпуски The Flash #117-122 и 124, 224 страницы, март 2002, ISBN 978-1563897993
  - Volume 4 включает выпуски The Flash #125-128 и 130—132, 216 страниц, май 2006, ISBN 978-1401207717
  - Volume 5 включает выпуски The Flash #133-136 и 138—141, 248 страниц, март 2009, ISBN 1-4012-2151-3
  - Volume 6 включает выпуски The Flash #142 и 146—149, 240 страниц, август 2012, ISBN 978-1401235147
- Green Lantern Archives (рус.  «Архивы Зелёной Стрелы»):
  - Volume 1 является сборником выпусков Showcase #22-24 и Green Lantern vol. 2 #1-5, 201 страница, сентябрь 1998, ISBN 1-56389-087-9
  - Volume 2 является сборником выпусков Green Lantern vol. 2 #6-13, 210 страниц, январь 2000, ISBN 1-56389-566-8
  - Volume 3 включает выпуски Green Lantern vol. 2 #14-16 и 18-21, 208 страниц, май 2001, ISBN 1-56389-713-X
  - Volume 4 включает выпуски Green Lantern vol. 2 #22, 24, 27 и 29, 209 страниц, июль 2002, ISBN 1-56389-811-X
  - Volume 5 включает выпуски Green Lantern vol. 2 #30-31 и 36, 240 страниц, апрель 2005, ISBN 1-4012-0404-X
  - Volume 6 включает выпуски Green Lantern vol. 2 #39-40 и 44-47, 240 страниц, январь 2007, ISBN 1-4012-1189-5
  - Volume 7 включает выпуски Green Lantern vol. 2 #49-56, 256 страниц, сентябрь 2012, ISBN 1-4012-3513-1
- Green Lantern Omnibus (рус.  «Большая коллекция Зелёного Фонаря»):
  - Volume 1 включает выпуски Showcase #22-24 и Green Lantern vol. 2 #1-16 и 18-21, 640 страниц, ноябрь 2010, ISBN 1-4012-3056-3
  - Volume 2 включает выпуски Green Lantern vol. 2 #22, 24, 27, 29-31, 36, 39-40 и 44-45, 624 страницы, ноябрь 2011, ISBN 1-4012-3295-7

### Fawcett Comics
- Captain Marvel Adventures #24 (о Капитане Марвеле) (1943)
- Captain Marvel Jr. #48, 51, 54-55, 59-61 (1947—1948)
- Master Comics #24, 78-79 (1942—1947)
- Nyoka the Jungle Girl #9 (1947)